# Sage Stallone
Sage Moonblood Stallone (ur. 5 maja 1976 w Los Angeles, zm. 13 lipca 2012 w Studio City) – amerykański aktor, reżyser i producent filmowy. Syn Sylvestra Stallone’a.

## Życiorys

### Młodość
Urodził się w Los Angeles jako najstarszy syn Sashy Czack, fotografki, i Sylvestra Stallone’a, hollywoodzkiego aktora, reżysera i producenta filmowego. Miał młodszego brata Seargeoha „Setha” (ur. 1979). Był przyrodnim bratem Sistine, Sophii i Scarlet Stallone. Jego wujkiem był Frank Stallone. Jego ojcem chrzestnym był aktor Joe Spinell.
Do 1993 uczęszczał do szkoły Montclair Preparatory w Van Nuys w Kalifornii. Następnie przez rok studiował sztukę filmową w North Carolina School of the Arts.

### Kariera
Jako dziecko, pojawiał się gościnnie w telewizyjnym programie Gorgeous Ladies of Wrestling, wraz z babcią Jackie, która promowała serię.
Na dużym ekranie zadebiutował w filmie Rocky V (1990), gdzie wcielił się w postać Roberta Balboę Jr. syna tytułowego bohatera, którego grał jego prawdziwy ojciec Sylvester Stallone. Wspólnie z nim wystąpił jeszcze w filmie Tunel (1996), po czym zajął się drobniejszymi rolami w kilku innych produkcjach. Nie zagrał jednak w szóstej odsłonie serii Rocky.
W 1996 wspólnie z montażystą Bobem Murawskim założył firmę Grindhouse Releasing zajmującą się odnawianiem oraz ratowaniem filmów klasy B oraz exploitation. W 2006 wyreżyserował swój pierwszy krótkometrażowy film Vic, za który na Festiwalu Filmowym w Bostonie zdobył nagrodę dla „najlepszego nowego filmowca”.
W 2007 poślubił aktorkę Starlin Wright, jednak małżeństwo już po roku się rozpadło.
Ostatni raz na ekranie pojawił się w 2010 w dwóch produkcjach Vincenta Gallo - Promises Written in Water oraz The Agent. Oba zostały pokazane w konkursie głównym na Międzynarodowym Festiwalu Filmowym w Wenecji i Międzynarodowym Festiwalu Filmowym w Toronto.

### Śmierć
13 lipca 2012 Sage Stallone w wieku 36 lat został znaleziony martwy w swoim mieszkaniu w Studio City. Ceremonia pogrzebowa odbyła się 21 lipca w kościele St. Martin of Tours Catholic Church w Los Angeles.
Według doniesień mogło minąć od trzech do siedmiu dni zanim to odkryto. Matka Sage Stallone’a ujawniła, że na dwa tygodnie przed śmiercią jej syn przeszedł poważną operację stomatologiczną, usunięto mu 5 zębów i po tym zabiegu zażywał duże ilości środków przeciwbólowych.
30 sierpnia 2012 biuro koronera ogłosiło, że przyczyną śmierci była miażdżyca, która spowodowała atak serca.

## Filmografia
- 1990: Rocky V jako Rocky Balboa Jr.
- 1993: The Evil Inside Me jako Leo
- 1996: Tunel (Daylight) jako Vincent
- 1997: American Hero jako Price
- 2002: Reflections of Evil jako Jay Sebring (głos)
- 2003: The Manson Family (głos)
- 2005: Chaos jako Swan
- 2006: Moscow Zero jako Varricks
- 2006: Vic jako Doc
- 2007: Oliviero Rising jako dr Stephens
- 2010: The Agent jako Ari Sheinwold
- 2010: Promises Written in Water jako mafioso